# Campeonato Mundial de Taekwondo de 1987
El VIII Campeonato Mundial de Taekwondo se realizó en Barcelona (España) entre el 7 y el 11 de octubre de 1987 bajo la organización de la Federación Mundial de Taekwondo (WTF) y la Federación Española de Taekwondo. La competición se disputó en el Palacio de los Deportes de Barcelona.
En el evento tomaron parte 434 atletas de 62 delegaciones nacionales.

## Medallistas

### Masculino
| Evento | Oro                           | Plata                          | Bronce                                                              |
| ------ | ----------------------------- | ------------------------------ | ------------------------------------------------------------------- |
| –50 kg | Lee Sung-Wook Corea del Sur   | Enrique Torroella · México     | Bidham Lama Nepal Dae-Sung Lee Estados Unidos                       |
| –54 kg | Kang Chang-Mo Corea del Sur   | Budi Setiawan Indonesia        | Geremia Di Constanzo · Italia · Bathily Younousse · Costa de Marfil |
| –58 kg | Yoo Myung-Sik Corea del Sur   | Şakir Bezcir Turquía           | Nuno Damaso · Suiza · Alf Dell'Orso · Australia                     |
| –64 kg | Lee Chian-Hsiang China Taipéi | Luis Torner · España           | Mustafa Elmalı Turquía Chris Spencer Estados Unidos                 |
| –70 kg | Yang Dae-Seung Corea del Sur  | Jesús Tortosa Alameda · España | Steve Carpenter Estados Unidos Georg Streif RFA                     |
| –76 kg | Jeong Kook-Hyun Corea del Sur | John Wright Díaz · España      | Thorsten Gernhardt RFA Richard Jaydes Warwick Estados Unidos        |
| –83 kg | Lee Kye-Haeng Corea del Sur   | Francisco Jiménez · España     | Herbert Pérez Estados Unidos Amar Sbeihi Jordania                   |
| +83 kg | Michael Arndt RFA             | Jimmy Kim Estados Unidos       | Mounir Boukrouh · Francia · Carmelo Medina · España                 |

### Femenino
| Evento | Oro                           | Plata                        | Bronce                                                            |
| ------ | ----------------------------- | ---------------------------- | ----------------------------------------------------------------- |
| –43 kg | Jang Eu-Suk Corea del Sur     | Mónica Torres · México       | Chin Yu-Fang · China Taipéi · María Rosa Moreno · España          |
| –47 kg | Pai Yun-Yiao China Taipéi     | Lee Young Corea del Sur      | Antonia Cayetano · España · Ginean Hatter · Estados Unidos        |
| –51 kg | Tennur Yerlisu Turquía        | Josefina López · España      | Margarita Ogarrio · México · Torng Ya-Lin · China Taipéi          |
| –55 kg | Kim So-Young Corea del Sur    | Kim Dotson Estados Unidos    | Anne-Mette Christensen Dinamarca Züleyhan Tan Turquía             |
| –60 kg | Lee Eun-Young Corea del Sur   | Hsien Feng-Lien China Taipéi | Brigitte Evanno · Francia · Elena Navaz · España                  |
| –65 kg | Coral Bistuer · España        | Kim Sook-Jee Corea del Sur   | Tessa Gordon · Canadá · Tang Hui-Ting · China Taipéi              |
| –70 kg | Mandy de Jongh · Países Bajos | Wang Chin-Yu China Taipéi    | Sharon Jewell Estados Unidos Angelika Biegger RFA                 |
| +70 kg | Lynette Love Estados Unidos   | Liu Yi-Ling China Taipéi     | Anne-Mieke Buijs · Países Bajos · Chang Yoon-Jung · Corea del Sur |

## Medallero
| Núm. | País            | Oro | Plata | Bronce | Total |
| ---- | --------------- | --- | ----- | ------ | ----- |
| 1    | Corea del Sur   | 9   | 2     | 1      | 12    |
| 2    | China Taipéi    | 2   | 3     | 3      | 8     |
| 3    | España          | 1   | 5     | 4      | 10    |
| 4    | Estados Unidos  | 1   | 2     | 7      | 10    |
| 5    | Turquía         | 1   | 1     | 2      | 4     |
| 6    | RFA             | 1   | 0     | 3      | 4     |
| 7    | Países Bajos    | 1   | 0     | 1      | 2     |
| 8    | México          | 0   | 2     | 1      | 3     |
| 9    | Indonesia       | 0   | 1     | 0      | 1     |
| 10   | Francia         | 0   | 0     | 2      | 2     |
| 11   | Australia       | 0   | 0     | 1      | 1     |
| 11   | Canadá          | 0   | 0     | 1      | 1     |
| 11   | Costa de Marfil | 0   | 0     | 1      | 1     |
| 11   | Dinamarca       | 0   | 0     | 1      | 1     |
| 11   | Italia          | 0   | 0     | 1      | 1     |
| 11   | Jordania        | 0   | 0     | 1      | 1     |
| 11   | Nepal           | 0   | 0     | 1      | 1     |
| 11   | Suiza           | 0   | 0     | 1      | 1     |
|      | TOTAL           | 16  | 16    | 32     | 64    |